# Piedmont (Karolina Południowa)
Piedmont – jednostka osadnicza w Stanach Zjednoczonych, w stanie Karolina Południowa, w hrabstwie Anderson.